# باشگاه فوتبال تاج تهران در فصل ۱۳۳۵
باشگاه فوتبال تاج تهران در فصل ۱۳۳۵ این فصل، یازدهمین فصل حضور تیم تاج، که امروزه با نام استقلال شناخته می‌شود در فوتبال ایران بود. تاج در این فصل تنها در جام باشگاه‌های تهران و یک دیدار دوستانه خارجی شرکت کرد.

## پیش زمینه
این فصل، آغاز عصر طلایی تیم تاج تهران بود؛ دورانی که تا سال ۱۳۴۱ ادامه یافت و با قهرمانی‎های پیاپی تاج تهران همراه بود. تیم تاج تهران در مسابقات جام باشگاه‌های تهران عنوان قهرمانی را پس از رقابتی جذاب و مهیج با تیم شاهین تهران به دست آورد. اما در  مسابقات جام حذفی باشگاه‌های تهران شرکت نکرد. مسابقاتی که تیم دارایی با شکست تیم شاهین در فینال، قهرمان شد.

## مرور فصل

### جام باشگاه‌های تهران
مسابقات این فصل به شیوه‎ای نوین، به صورت دوحذفی و در دو گروه برگزار شد؛ تیم‎های تاج و شاهین از گروه نخست به مرحله ما قبل فینال صعود کردند. در دیدار نیمه نهایی تیم تاج از تیم نیروی هوایی تهران شکست خورد اما چون تیم نیروی هوایی از بازیکن غیرمجاز استفاده کرده بود ۵–۰ بازنده اعلام شد و تیم تاج به فینال رسید و دو تیم تاج تهران و شاهین تهران در فینال ۴ بازی برگزار کردند تا یکی از اتفاقات بی‌همتای فوتبال تهران و ایران در فصل رخ دهد.

#### فینال جام باشگاه‌های تهران

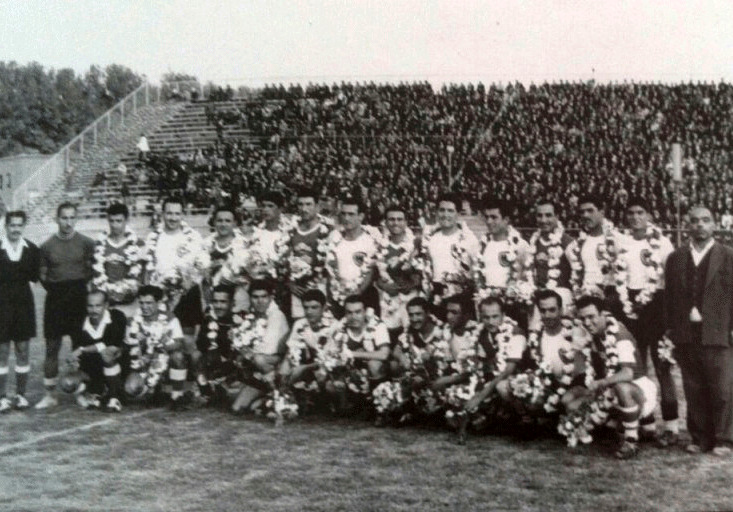
بازیکنان تاج و شاهین در یکی از رویارویی‌های دو تیم در مسابقات قهرمانی باشگاه‌های تهران ۱۳۳۵

در این فصل و بر طبق تصمیم فدراسیون فوتبال بازی‌ها به صورت دو حذفی برگزار شدند، این امر به این معنی بود که تیم قهرمان برای کسب این عنوان باید تیم حریف را حداقل دو بار مغلوب می‌کرد. نتایج رودرروی مرحله گروهی نیز در این دو پیروزی محسوب می‌شدند. به این ترتیب تیم شاهین که در مرحله گروهی تاج را با شکست سنگین ۴–۱ مغلوب کرده بود در مرحله فینال تنها به یک پیروزی احتیاج داشت اما تاج برای قهرمانی باید حداقل دو مرتبه شاهین را مغلوب می‌کرد. نکته دیگر این است که در آن زمان قانون ضربات پنالتی هنوز به مجموعه قوانین فوتبال اضافه نشده بودند و در صورت ثبت نتیجه مساوی باید ۴۸ ساعت بعد بازی تکراری برگزار می‌شد. با این پیش‌زمینه‌ها دو تیم تاج و شاهین دیدار فینال را برگزار کردند که اولین بازی با نتیجه مساوی ۱–۱ خاتمه یافت. با این تساوی دو تیم در بازی دیگری برای تعیین قهرمان به مصاف هم رفتند که این بازی فینال هم ۳–۳ مساوی شد تا تعیین قهرمان به سومین بازی فینال بکشد. در سومین بازی فینال تیم تاج توانست بازی را ۳–۱ به سود خود خاتمه دهد. چون بازیها دو حذفی برگزار میشدند و تیم شاهین در دور مقدماتی موفق به شکست دادن تاج شده بود حالا هر دو تیم یک برد داشتند و برنده بازی فینال چهارم قهرمان تهران نیز می‌شد. چهارمین و آخرین دیدار دو تیم در فینال با پیروزی ۲–۰ تاج خاتمه یافت تا این تیم علاوه بر کسب مقام قهرمانی انتقام شکست سنگین ۴–۱ در مرحله گروهی را نیز بگیرد. این پنج دیدار از بازی‌های به یاد ماندنی شهرآورد تاج و شاهین محسوب می‌شود که این دو تیم پنج بار در کمتر از دو ماه به مصاف هم رفته‌اند.

## فهرست بازیکنان
بازیکنانی که در این سال برای تیم تاج به میدان رفتند عبارت بودند از: محمد بیاتی، منوچهر طیورچی، یراوند آساطوریان، مجید ادیب، مهدی صفری، نمرود استواری، عارف قلی‌زاده، رضا زمینی، علی سیادت، ایرج حاتم، ناصر رضاقلی، گارنیک مهرابیان، اصغر جدیکار، محمد ساوجی، پرویز آمیغی، خوشنام، محمد بلورچی، بیوک جدیکار، محمود بیاتی، پرویز کوزه‎کنانی، نادر افشارعلوی، ناصر حاج‎مختار، واهان سیمونیان، فتح‎الله حسن‎بیگی

## بازی‌ها

### جام باشگاه‌های تهران
منبع
| ۱ تیر ۱۳۳۵ ۲ | تاج تهران | ۱۳ – ۱ | موتوری ارتش تهران | تهران                 |
|              |           |        |                   | ورزشگاه: امجدیه تهران |

| ۴ تیر ۱۳۳۵ (تاریخ احتمالی) ۳ | تاج تهران | ۱ – ۰ | نادر تهران | تهران                 |
|                              |           |       |            | ورزشگاه: امجدیه تهران |

| ۱۸ تیر ۱۳۳۵ ۴ | تاج تهران | ۱ – ۴ | شاهین تهران                      | تهران                 |
|               | حاتم      |       | حجری · آذری · اکبری · پیوندی '۶۲ | ورزشگاه: امجدیه تهران |

| ۲۴ تیر ۱۳۳۵ (تاریخ احتمالی) ۵ | تاج تهران | ۲ – ۱ | دارایی تهران | تهران                 |
|                               |           |       |              | ورزشگاه: امجدیه تهران |

| ۹ مرداد ۱۳۳۵ ۶                                                       | تاج تهران | ۱ – ۰ | شعاع تهران | تهران                 |
|                                                                      |           |       |            | ورزشگاه: امجدیه تهران |
| یادداشت: نتیجه این بازی در منابع دیگر ۹–۰ به نفع تیم تاج ثبت شده است |           |       |            |                       |

| ۱۲ مرداد ۱۳۳۵ نیمه‌نهایی                                                                | تاج تهران      | ۱(۵) – (۰)۲ | نیروی هوایی تهران | تهران                              |
|                                                                                        | ؟ ۵۰' (پنالتی) |             | ؟ ۱۵' · ؟ ۴۰'     | ورزشگاه: امجدیه تهران داور: آگهیان |
| یادداشت: تیم نیروی هوایی به دلیل استفاده از بازیکن غیر مجاز پنج بر صفر بازنده اعلام شد |                |             |                   |                                    |

| ۱۹ مرداد ۱۳۳۵ فینال نخست | تاج تهران  | ۱ – ۱ | شاهین تهران | تهران                                 |
|                          | جدیکار ۷۶' |       | زندآسا ۴۲'  | ورزشگاه: امجدیه تهران داور: محمد رازی |

| ۲۸ مرداد ۱۳۳۵ فینال دوم | تاج تهران | ۳ – ۳ | شاهین تهران | تهران                              |
|                         | جدیکار    |       |             | ورزشگاه: امجدیه تهران داور: آگهیان |

| ۲ شهریور ۱۳۳۵ فینال سوم | تاج تهران | ۳ – ۱ | شاهین تهران | تهران                                 |
|                         | جدیکار    |       |             | ورزشگاه: امجدیه تهران داور: حسین فکری |

| ۹ شهریور ۱۳۳۵ فینال چهارم | تاج تهران                  | ۲ – ۰ | شاهین تهران | تهران                                 |
|                           | جدیکار ۴۴' · افشارعلوی ۸۸' |       |             | ورزشگاه: امجدیه تهران داور: حسین فکری |

### بازی‌های دوستانه
منبع
| ۳۰ اردیبهشت ۱۳۳۵ دوستانه ۱ | منتخب آشوری‎های بغداد | ۵ – ۳ | تاج تهران | عراق |
| | آمیو                 |       |           |      |
| یادداشت: در دقایق پایانی و بعد از گل پنجم تیم منتخب بازیکنان تاج زمین بازی را ترک کردند چرا که معتقد بودند داور در پذیرفتن این گل اشتباه کرده است. |                      |       |           |      |

| پاییز ۱۳۳۵ دوستانه ۲ | تاج تهران | ۴ – ۱ | منتخب آشوری‎های بغداد | تهران |

## سایر ورزشها
- در مسابقات بسکتبال باشگاه‎های تهران، تیم تاج با برتری بر تیم نیروهوایی عنوان قهرمانی را کسب نمود.
- تیم وزنه‌برداری تاج با کسب ۲۹ امتیاز عنوان نخست رقابت های قهرمانی باشگاه‎های تهران را به دست آورد.
- در مسابقات ژیمناستیک قهرمانی باشگاه‌های تهران تیم تاج با کسب ۱۵۴ امتیاز عنوان قهرمانی را کسب نمود.
- در مسابقات کشتی قهرمانی باشگاه‌های تهران تیم تاج با کسب ۴۰ امتیاز به عنوان قهرمانی دست یافت.
- در مسابقات تنیس روی میز باشگاه‌های تهران تیم تاج به مقام دومی این دوره از مسابقات دست یافت.

منبع